# Швихтенберг, Инго
Инго Швихтенберг. 'Mr. Smile' (нем. Ingo Schwichtenberg, 18 мая 1965, Гамбург — 8 марта 1995, там же) — немецкий барабанщик, один из основателей пауэр-металической группы Helloween. Запомнился своей энергичной игрой на барабанах и улыбкой «до ушей». Его манеру игры на ударных копировали многие пауэр-металлические команды начиная с 90-х годов и вплоть до нашего времени.

## Helloween
Швихтенберг был «отчислен» из группы в 1993 во время тура в поддержку альбома Chameleon. Официальная версия — обнаружившаяся алкогольная и наркотическая зависимость Инго, которая мешала ему сосредоточиться на работе. Швихтенберг также был болен шизофренией, но отказывался её лечить. Судя по всему, Инго был недоволен музыкальным курсом, избранным группой, и в связи с этим особенно не любил песню Windmill с альбома Chameleon (которую он называл, по словам Михаэля Вайката, не иначе как Shitmill). Место Инго за ударными в Helloween занял Ули Куш.

## Смерть
После ухода из Helloween Швихтенберг ещё чаще стал испытывать приступы шизофрении, кульминацией которой стало его самоубийство в 1995 году, когда он бросился под поезд метро.

## Память
Кай Хансен (слова) и Ян Рубах (музыка) написали и посвятили памяти Инго песню под названием Afterlife, которая вошла на альбом Gamma Ray Land of the Free 1995 года выпуска. Михаэль Киске также отдал дань уважения Швихтенбергу с треком "Always" из своего первого сольного альбома Instant Clarity. Песня Step Out of Hell с альбома Helloween Chameleon написана Роландом Граповым о проблемах Швихтенберга с наркоманией.

## Дискография
В составе Helloween
- Helloween (1985)
- Walls of Jericho (1985)
- Keeper Of The Seven Keys Part 1 (1987)
- Keeper Of The Seven Keys Part 2 (1988)
- Pink Bubbles Go Ape (1991)
- Chameleon (1993)